# Deutsche Tischgesellschaft

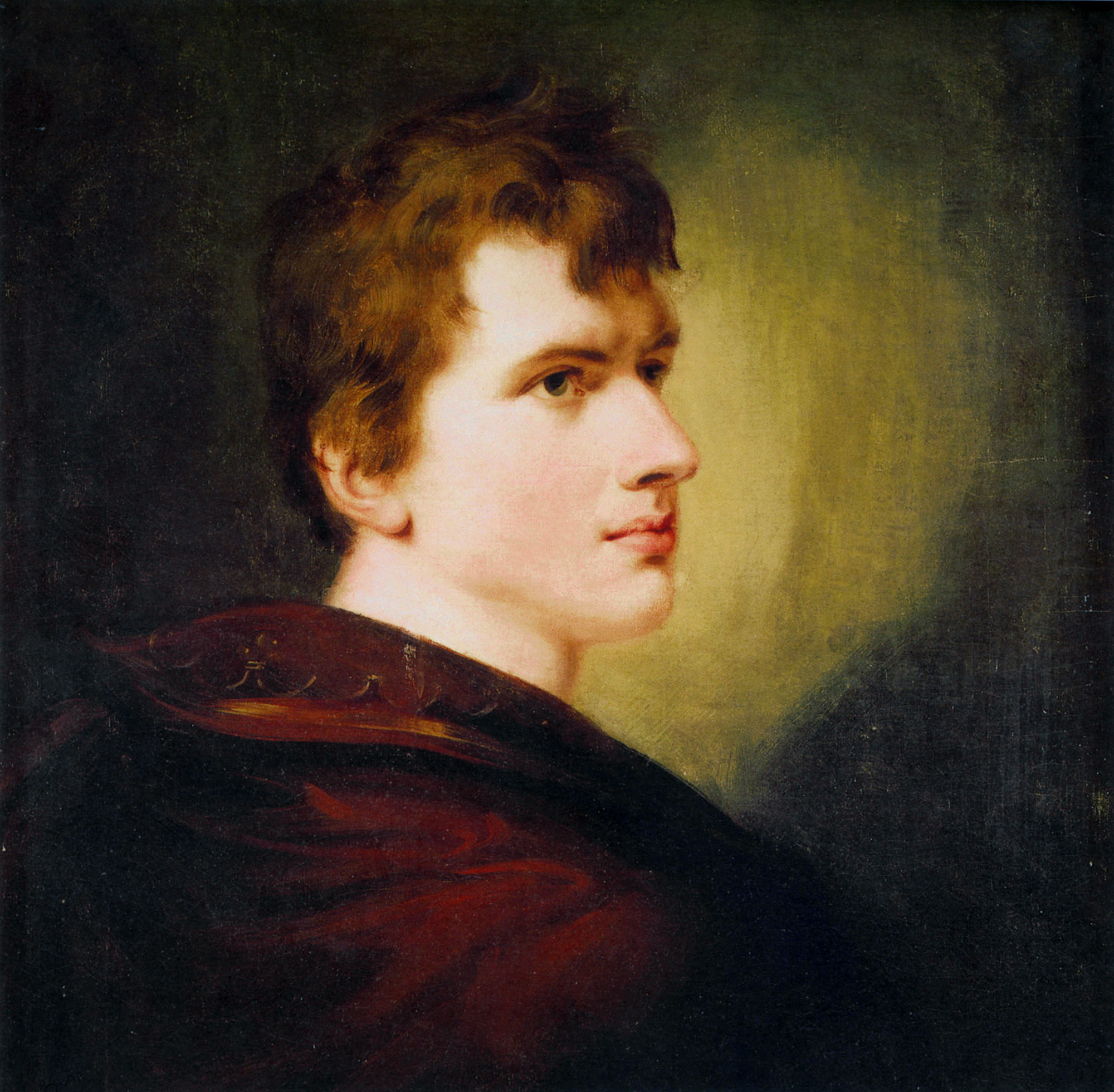
Gründungsmitglied der Deutschen Tischgesellschaft Achim von Arnim

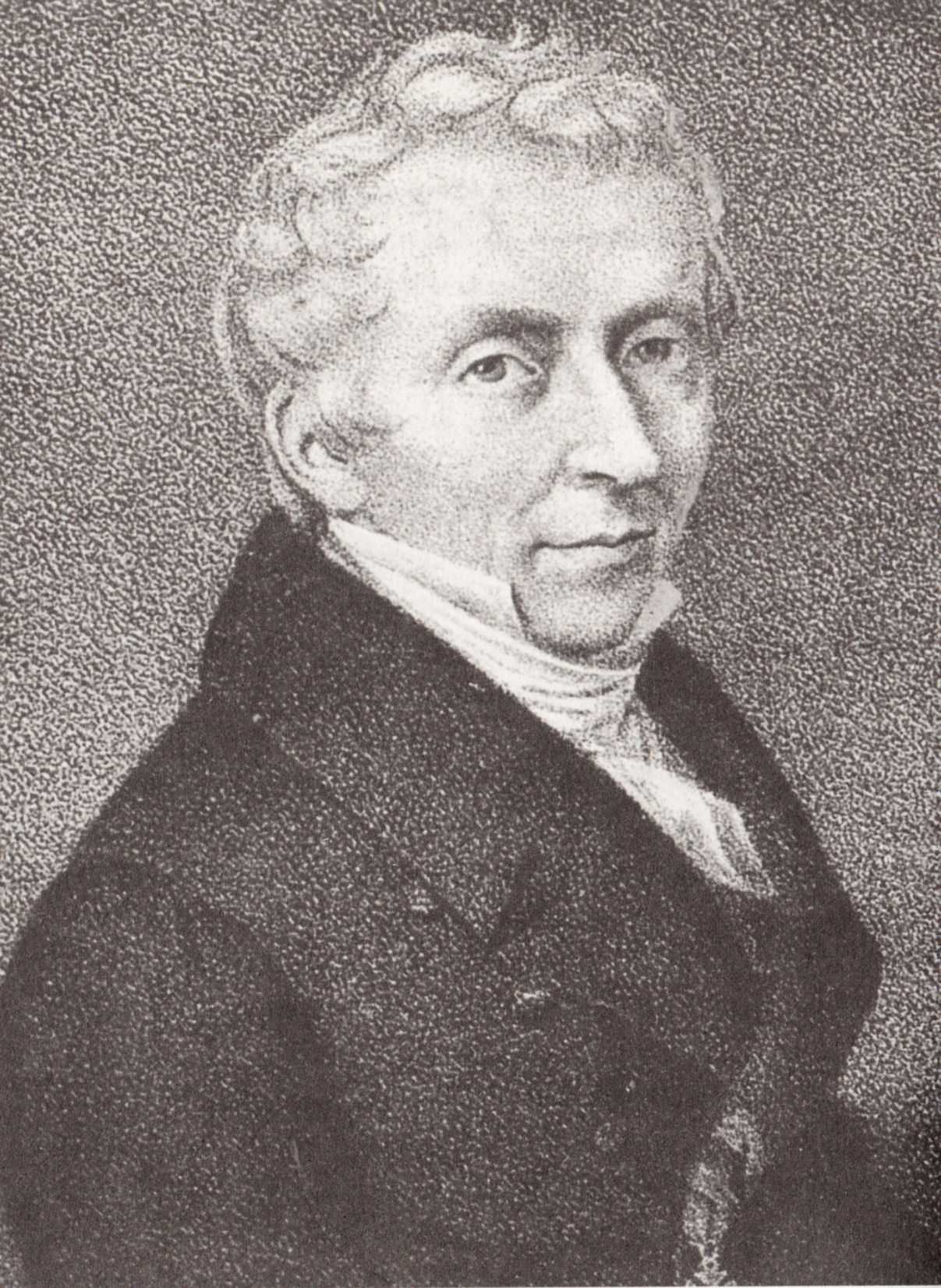
Gründungsmitglied der Deutschen Tischgesellschaft Adam Heinrich Müller (um 1810)

Die Deutsche Tischgesellschaft (in der älteren Forschung auch Christlich-deutsche Tischgesellschaft genannt; Gründungsname Deutsche christliche Tisch-Genossenschaft) wurde am 18. Januar 1811, dem Krönungstag der preußischen Monarchie, vom Dichter Achim von Arnim und dem Staatstheoretiker Adam Heinrich Müller in Berlin gegründet und bestand im Wesentlichen während des Jahres 1811, doch sind auch aus späteren Jahren Zeugnisse überliefert, die ein Weiterbestehen einer Tischgesellschaft dieses Namens belegen. Bereits in den Gründungsstatuten war bestimmt worden, dass nur „Wohlanständige“ einzuladen seien, die so definiert wurden: „Die Gesellschaft versteht unter dieser Wohlanständigkeit, daß es ein Mann von Ehre und guten Sitten und in christlicher Religion geboren sei“. Es ging also um einen Ausschluss getaufter Juden und ihrer Nachkommen; man zielte auf eine deutliche Diskriminierung von Juden im gesellschaftlichen Leben, denen erst ein Jahr später durch das Judenedikt von 1812 im Rahmen der preußischen Reformen die Staatsbürgerrechte zugestanden wurden.
1816 bildete sich unter Brentano ein eigener Kreis. Mit August Wilhelm Goetze und Friedrich Karl von Bülow begründete er die literarisch-politische Abendgesellschaft der Maikäfer im Tagungslokal von Herrn Mai an der Schlossfreiheit.

## Mitglieder
Der Verein gründete sich im Rahmen der Reformbestrebungen in Preußen. Dabei waren die Mitglieder jeweils zur Hälfte Adelige und Bürgerliche. Unter den 86 namentlich bekannten Mitgliedern waren höhere Berufe besonders repräsentiert, darunter 37 Beamte und 19 Soldaten. Unter den Beamten waren alleine 12 Professoren der 1809 gegründeten Friedrich-Wilhelms-Universität. Die reformerische Ausrichtung zeigt sich in der geringen Vertretung von Gutsherren und Hochadel. Als bekannte Politiker unter den Mitgliedern sind der Geheime Obersteuerrat Christian Peter Wilhelm Beuth und der Finanzrat Friedrich August von Staegemann zu nennen, von den Militärs Carl von Clausewitz und Leopold von Gerlach, von den Hochschullehrern Friedrich Schleiermacher, Johann Gottlieb Fichte und Friedrich Karl von Savigny, von den Schriftstellern Achim von Arnim und Clemens Brentano, von den anderen Künstlern August Wilhelm Iffland, Johann Friedrich Reichardt und Karl Friedrich Schinkel. Die Deutsche Tischgesellschaft wird, verglichen mit anderen Vereinen im Berlin ihrer Zeit, als zugleich „exklusiver und offener“ beschrieben.

## Positionen und Tischreden

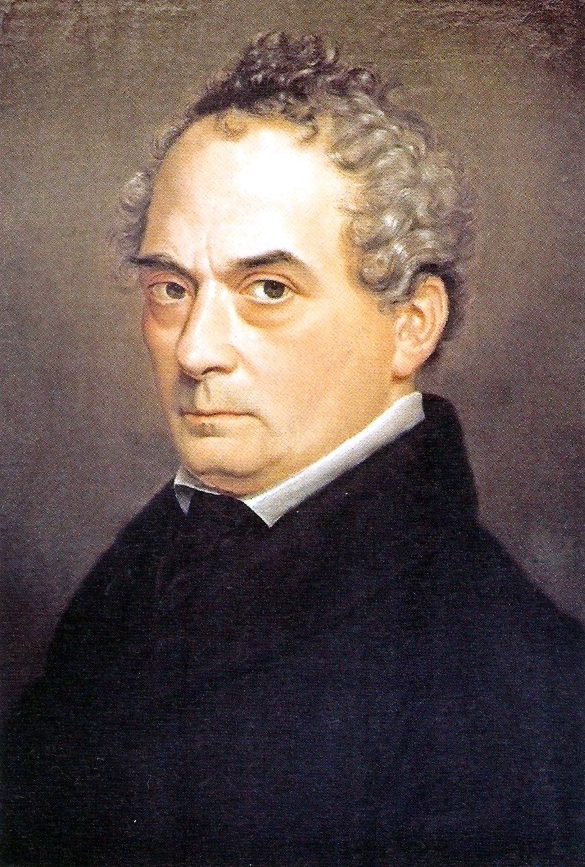
Tischredner der Deutschen Tischgesellschaft und Neugründer der Abendgesellschaft der Maikäfer Clemens Brentano (Emilie Linder, um 1837)

Antifranzösischer Patriotismus und Antisemitismus waren gemeinsame Grundhaltungen, obwohl nicht allen Mitgliedern dauerhaft eigen. Der Patriotismus dieser Gruppe war dabei von der Auseinandersetzung mit Kaiser Napoleon gekennzeichnet und in erster Linie preußisch, in zweiter Linie aber auch gesamtdeutsch. In den Reden bediente man sich häufig der preußischen Geschichtsmythen, insbesondere Friedrichs des Großen und der 1810 verstorbenen Königin Luise, deren Leben und Sterben zum Symbol der nationalen Wiedergeburt und der erhofften Befreiung von der napoleonischen Vorherrschaft erhoben wurde.
Die bekanntesten Texte, die in der Tischgesellschaft vorgelesen wurden, sind zwei Tischreden, der Form nach satirische Texte, Clemens Brentanos Philister-Rede und Achim von Arnims Über die Kennzeichen des Judentums. Brentano schildert den Typus des Philisters, als dessen Verwandten er die Juden darstellt. Arnims Rede ist ein eindeutig antisemitischer Text, in dem sich Arnim zahlreicher Gemeinplätze der antisemitischen Literatur bedient.
Ludolph von Beckedorff hielt am 18. Juni 1811 seine Abschiedsrede in der Tischgesellschaft, in der er strikt antisemitische Positionen vertrat und die Verbannung der Juden forderte.

## Forschung
Lange Zeit war das Bild der Gesellschaft geprägt von der tendenziösen Konstruktion des Literaturhistorikers Reinhold Steig, der sie als Teil der reaktionären Adelsopposition gegen den Staatskanzler Karl August von Hardenberg darstellte. Ihr Organ seien, so Steig, die Berliner Abendblätter Heinrich von Kleists gewesen. Diesen Behauptungen wurde in der Kleistforschung bereits von Anfang an kritisch begegnet, doch hielt sich Steigs Bild lange in allgemeinen Darstellungen und Handbüchern. In jüngerer Zeit wurde dieses Bild durch Rückgang auf die Quellen und differenziertere Interpretation revidiert. Obwohl die Mitglieder ihrer sonstigen Haltung nach kaum einem eliminatorischen Antisemitismus zugerechnet werden können, langten sie doch in diesem Prozess in ihrer Wortwahl nahe an diesen heran.